# Moldavit

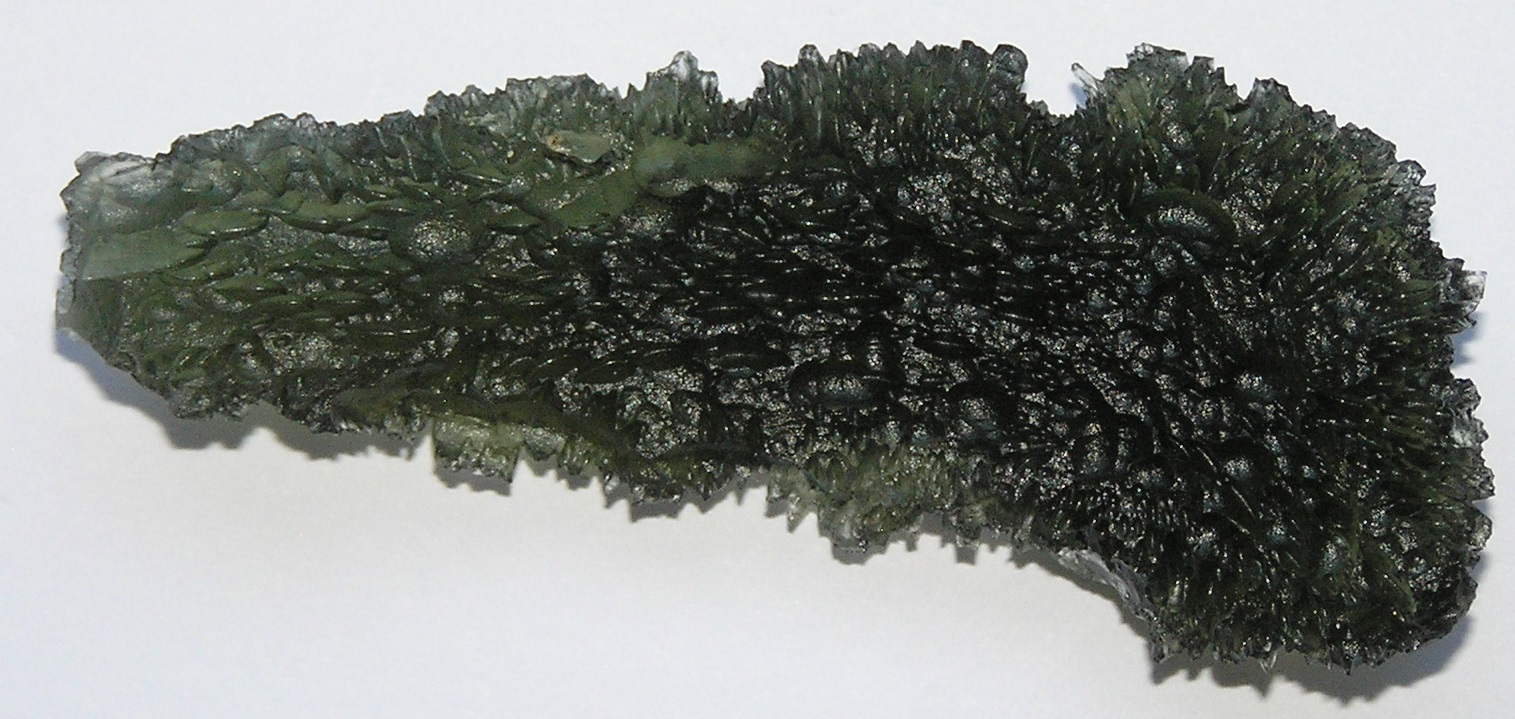
Moldavit aus Böhmen

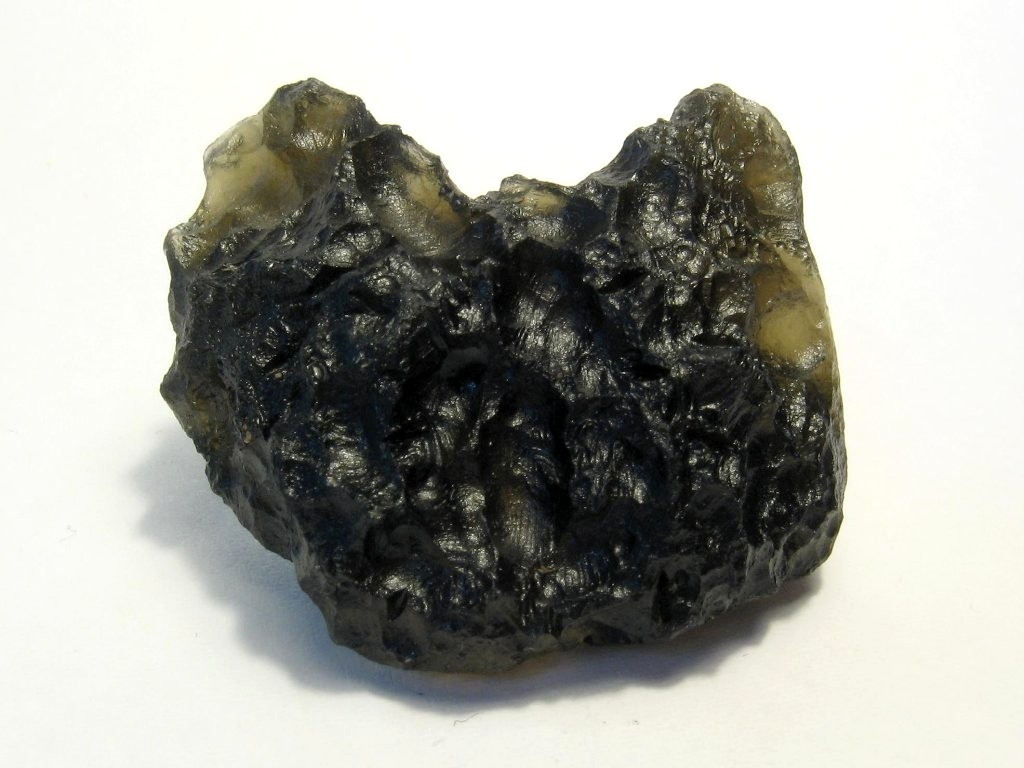
Moldavit aus Mähren

Moldavite sind grüne, natürliche Gläser, die vor 15 Millionen Jahren beim Einschlag eines großen Meteoriten (Ries-Ereignis) im heutigen Bayern entstanden und großteils im Gebiet der Tschechischen Republik niedergegangen sind. Derartige durch einen Meteoriteneinschlag entstandene und über weite Entfernungen transportierte Gläser werden allgemein Tektite genannt, ihre Fundgebiete werden als Streufelder bezeichnet. Von den weltweit vier bekannten Tektit-Streufeldern bildet das Fundgebiet der Moldavite das zentraleuropäische Streufeld.

## Fundort
Die Moldavite wurden nach dem wichtigsten Fundgebiet am oberen Flusslauf der Moldau in Südböhmen (Tschechische Republik) benannt. Exemplare aus Böhmen sind überwiegend flaschengrün und durchsichtig.
Daneben werden Moldavite auch in Mähren gefunden. Diese sind dunkler als die böhmischen, ihre Farbe ist olivgrün bis braun-orange, sie werden im geschliffenen Zustand gern als Schmucksteine verwendet.
Vereinzelt wurden Moldavite auch im Gebiet um Eger in Westböhmen, im Waldviertel (Österreich) und in der Lausitz (Deutschland) gefunden. Diese Funde stellen kleine, von den großen Fundgebieten in Südböhmen und Mähren unabhängige Streufelder dar.

## Entstehung
Von Wolfgang Gentner (1971) wurde durch Altersbestimmungen mit der Kalium-Argon-Methode nachgewiesen, dass die Moldavite und das Ries-Ereignis das gleiche Alter haben, nämlich 15 Millionen Jahre. Damit war es sehr wahrscheinlich, dass die Moldavite bei diesem Ereignis entstanden sind. Nachdem die präriesischen Ablagerungen der Oberen Süßwassermolasse (OSM) als Ausgangsmaterial durch Günther Graup et al. (1981) geochemisch identifiziert wurden, folgten Bestätigungen durch weitere Arbeiten (vgl. Johannes Baier 2007), die den Zusammenhang mit dem Ries-Ereignis erhärteten.
Nach heutiger Vorstellung lief der Vorgang wie folgt ab:

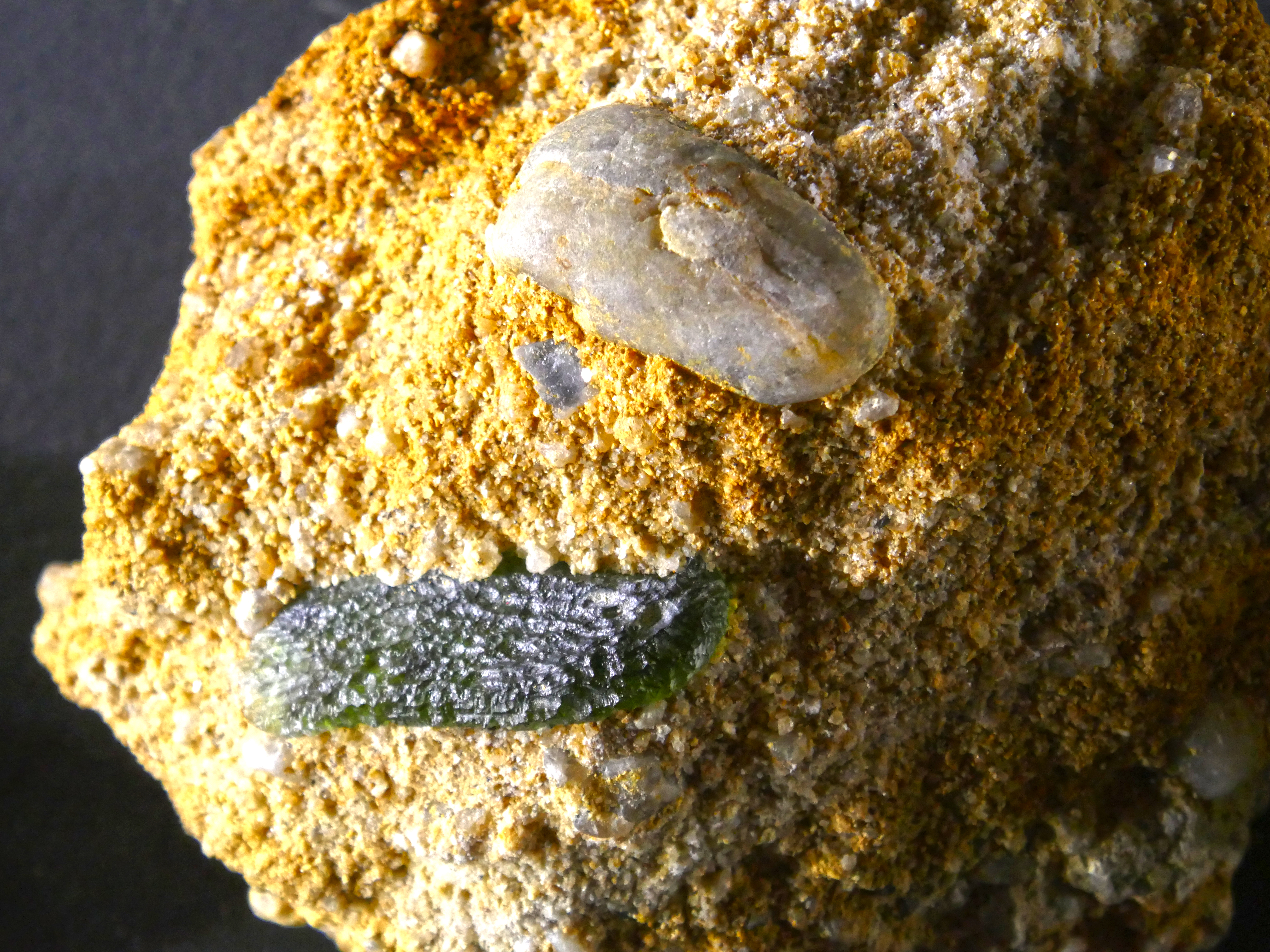
Moldavit in Sedimentmatrix, Chlum nad Malší, Naturkundemuseum Graz

Der etwa 1,5 km große Meteorit trat mit etwa 20 km/s in die Erdatmosphäre ein und bildete den Krater, der heute als Nördlinger Ries bezeichnet wird. Unmittelbar vor dem Einschlag wurde das Erdreich extrem verdichtet, unter hohen Drücken und Temperaturen schmolz das Gestein und wurde mit mehreren Kilometern pro Sekunde teilweise im Plasmazustand ausgeschleudert. Dabei spielte der flache Einschlagwinkel eine Rolle. Im ausgestoßenen Material fanden Wechselwirkungen und Entgasungen statt, die abweichende Elementegehalte und typische Formen erklären. Während des Fluges kühlte das Material rasch ab und erstarrte daher glasig (amorph). Die Moldavite sind also Glasbrocken, sie sind oberhalb der dichten Atmosphärenschichten zwischen 250 und 450 Kilometer weit transportiert worden und größtenteils im heutigen Tschechien wieder auf den Erdboden gefallen.
Chemische Zusammensetzung: 80 % SiO2; 10 % Al2O3; 3 % K2O; 2 % FeO; 2 % MgO; 1,5 % CaO; 0,5 % Na2O; 0,5 % TiO2

## Trivia
Moldavite waren in der Ära des Jugendstiles Ende des 19. Jh. besonders beliebt.
Schon damals begannen Fälscher, Imitate aus grünem Glas anstatt des echten tschechischen Moldavites zu verkaufen. Das Moldavitmuseum in Český Krumlov nennt als Motive heute, dass die Fundorte weitgehend verlesen sind, die Gesetzgebung sowie Strafen für Gräber härter wurden und legale Ressourcen die Nachfrage nicht decken können.
Moldavite traten ins Rampenlicht, als die britische Königin Elisabeth II. in den 1960er Jahren feierlich eine Schmuckkollektion von der Schweiz überreicht bekam.
Einer der größten Moldavite aus Böhmen wurde 1980 gefunden und wiegt 142,4 Gramm. Zu den größten Moldaviten aus Mähren gehört der Slawische Moldavit (1971), der 265,5 Gramm wiegt.